# علي إسماعيلوف
علي إسماعيلوف (بالأذرية: Əli İsmayılov)‏ مواليد 8 مايو 1974 في دونيتسك، هو ملاكم أذربيجاني. شارك في دورة الألعاب الأولمبية الصيفية سنة 2004. فاز بالميدالية البرونزية في بطولة العالم لملاكمة الهواة في الوزن الثقيل التي أقيمت في هيوستن سنة 1999.

## إحصائيات
خاض خلال مسيرته 27 نزالا، فاز في 18 وتعادل في 1 وخسر في 8. فاز بالضربة القاضية في 13 نزالا.

## روابط خارجية
- علي إسماعيلوف على موقع بوكس ريك (الإنجليزية) (registration required)
- علي إسماعيلوف على موقع أوليمبيديا (الإنجليزية)